# Polibasite
La polibasite è un minerale, solfuro di antimonio con tracce di argento e rame.
Deriva dal greco πολύς = molto e βασις = base. Descritta da Gustav Rose nel 1829. Il minerale è isomorfo con la pearceite.

## Abito cristallino
I cristalli sono perlopiù tabulari con abito spiccatamente pseudoesagonale, o in abito granulare o massivo, raramente i cristalli sono geminati

## Origine e giacitura
Idrotermale di media o bassa temperatura o in vene d'argento di bassa o moderata formazione.. Paragenesi con argentite, pirargirite, acantite, argento, stephanite.

## Forma in cui si presenta in natura
In cristalli tabulari, granulare, massivo. Anche se non è trasparente, i frammenti sottili lasciano passare una luce rosso scura
Con la pearceite forma il gruppo della pearceite-polibasite costituito da una famiglia di politipi formati da strati sovrapposti lungo l'asse c aventi quasi la stessa composizione e struttura.
Vengono denominati pearceite i politipi aventi una percentuale di arsenico maggiore di quella del bismuto, mentre se prevale il bismuto si utilizza la denominazione polibasite.
Gli strati che si sovrappongono sono di due tipi: [(Ag,Cu)6(As,Sb)2S7]2- e [Ag9CuS4]2+. Così la formula chimica del minerale viene espressa così [Ag9CuS4][(Ag,Cu)6(As,Sb)2S7].
Se la struttura cristallina è nota si possono esprimere i vari politipi secondo l'alternanza degli strati che li compongono: la pearceite viene ridefinita pearceite-Tac, la antimonpearceite come polibasite-Tac, l'arsenpolibasite-221 con pearceite-T2ac, e l'arsenpolibasite-222 con
pearceite-M2a2b2c, la polibasite-221 con polibasite-T2ac, e la polibasite-222 con polibasite-M2a2b2c.
Conseguentemente le denominazioni antimonpearceite e arsenpolibasite non vengono più supportate dalla International Mineralogical Association.

## Caratteristiche chimico-fisiche
Solubile in HNO3 con separazione di ossido di antimonio. Facilmente fusibile.
Peso molecolare: 2154 grammomolecole
Composizione chimica:
- Rame 8.85 %
- Argento 65.10 %
- Antimonio 7.07 %
- Arsenico 2.61 %
- Zolfo 16.38 %

Indice bosoni: 0,998778621
Indice fermioni: 0,0012281379
Indici di fotoelettricità:
- PE: 196,28 barn/elettroni
- ρ densità elettroni: 1066,49 barn/cc

GRapi = 0 (non radioattivo)

## Utilizzi
Come minerale utile di argento

## Località di ritrovamento
- In Europa: Friburgo in Brisgovia, Johanngeorgenstadt e Andreasberg (Germania); Jáchymov e Příbram (Repubblica Ceca); Banská Štiavnica (Slovacchia); in Italia si trova alcune miniere argentifere del Sarrabus[3], nel Monte Narba comune di San Vito (Cagliari) e in masse compatte nero-ferro nelle miniere di Serra S'Ilixi, vicino Burcei (Cagliari).
- Nelle Americhe: in alcune miniere del Colorado (USA), tuttavia gli esemplari migliori vengono da Las Chiapas ed Arizpe nel Sonora (Messico);[3] Cile.